# IC 4566
IC 4566 — галактика типу Sab (компактна витягнута галактика) у сузір'ї Волопас.
Цей об'єкт міститься в оригінальній редакції індексного каталогу.